# Terga
Terga (em árabe: تارقة) é um município localizado na província de Aïn Témouchent, no noroeste da Argélia. Em 2010, sua população era de 8 372 habitantes. É uma pequena cidade com abundância de amenidades, mas nenhum ginásio.[carece de fontes?]